# 七人のサムライ J家の反乱
『七人のサムライ J家の反乱』(しちにんのさむらい じぇいけのはんらん)は、朝日放送が製作した1999年のテレビドラマおよびバラエティ番組（全74回）。
J家の反乱、J家と省略して呼称されることが多い。

## 概要
東京下町で豆腐屋を営む城之内（じょうのうち）家が舞台のホームドラマ。父と息子6兄弟の7人家族。6兄弟を演じるのは全員ジャニーズJr.であり、ジュニアの「J」と城之内の「J」をかけている。番組名はこれに由来する。
前半はドラマ、後半はバラエティで主に構成されていた。ドラマ部分はいじめ・自殺未遂・出生の秘密・兄弟での三角関係・ゲストの死など割とシリアスであった。収録は大阪で行われていたが劇中の設定は東京のため関西Jr.のメンバーは標準語で演技した。バラエティ部分は「家族会議」と題するトークコーナー。
毎回ゲストが登場し、ドラマ・バラエティ両方に参加する。女性ゲストを迎える回のバラエティコーナーは「6兄弟のうち恋人にするなら誰か？」という質問が恒例となっていた。
第15回、16回（1999年7月23日、30日放送）のみゲストは迎えず全編バラエティロケ。「家族旅行スペシャル」と題しアクティビティや温泉宿泊ロケを敢行した。
探偵!ナイトスクープ（当時25%前後の平均視聴率を保持し"お化け番組"と称されていた）の次枠で放送されていた影響もあり深夜帯にしては好調な視聴率だった。関西地区以外にもテレビ朝日、名古屋テレビなど一部地域で時差ネットされていた。テレビ朝日では26時30分頃から放送していた。（放送日は朝日放送と同じ）
2012年6月29日に地井武男が70歳で逝去した際、同年8月11日に地井の追悼特別番組『追悼・地井武男さん…「想い出をありがとう今夜、最後のお別れ」』がテレビ朝日系列で放送され、村上・錦戸が当時を振り返りコメントをし番組内容の一部が放送された。

## 登場人物
※年齢設定は第1部（第1回～第50回）時点。なお、第2部（第51回～第74回）の設定は2年後である。
城之内武男（じょうのうち たけお）〈50 → 52〉
演 - 地井武男
城之内豆腐店を営む。10年前に妻を亡くし男手ひとつで6兄弟を育てている。
城之内裕貴（じょうのうち ゆうき）〈18 → 20〉
演 - 小原裕貴
長男。 高校を卒業して家業を手伝っている。しっかりした性格で、兄弟の母親的存在。
城之内翼（じょうのうち つばさ）〈17 → 19〉
演 - 今井翼
次男。高校3年生。物語の中で鬱病に近いものになっていく。実は出生に秘密があった。
城之内信五（じょうのうち しんご）〈16 → 18〉
演 - 村上信五
三男。高校2年生。サッカー部のエース。恋人が病で亡くなり医者を目指すことになる。
城之内隆平（じょうのうち りゅうへい）〈15 → 17〉
演 - 丸山隆平
四男。中学3年生。将来、アイドルになると勝手に決めている。
城之内章大（じょうのうち しょうた）〈14 → 16〉
演 - 安田章大
五男。中学2年生。マイペースで、ちょっと不思議な性格。母親がいないことをコンプレックスに感じている。
城之内亮（じょうのうち りょう）〈12 → 14〉
演 - 錦戸亮
六男にして末っ子。小学6年生。実は学校でいじめにあっているが家族に隠している。
遠藤久美子（えんどう くみこ）
演 - 遠藤久美子
第2部で登場。城之内豆腐店のお手伝い。家庭環境のために居場所を転々としていた。

## 第1部（第1回～第50回。総集編なども含む）

### 第1回: 長男の夢
- 放送日：1999年4月9日
- ゲスト：研ナオコ
- 歌：小原裕貴「運命はノンストップGoGoGo」
- 歌：今井翼「アンダルシアに憧れて」

### 第2回: サニーサイドアップ
- 放送日：1999年4月16日
- ゲスト:南野陽子
- 歌：渋谷すばる「I believe in myself」

### 第3回：あなたに会えてよかった
- 放送日：1999年4月23日
- ゲスト：月亭八方、持田真樹
- 歌：渋谷すばる「サヨナラ」

### 第4回：十七年前の秘密
- 放送日：1999年4月30日
- ゲスト：篠原涼子
- 歌：錦戸亮「ABC」

### 第5回：微笑み
- 放送日：1999年5月7日
- ゲスト:小倉久寛

### 第6回：君なら出来る！
- 放送日：1999年5月14日
- ゲスト:牧瀬里穂
- 歌：錦戸亮「BEN」

### 第7回： 恋のFK大作戦
- 放送日：1999年5月21日
- ゲスト：吉野紗香
- 歌：小原裕貴「運命はノンストップGoGoGo」

### 第8回：三男、海を渡る
- 放送日：1999年5月28日
- ゲスト：田代まさし
- 歌：今井翼「アンダルシアに憧れて」

### 第9回：真夜中のデート
- 放送日：1999年6月4日
- ゲスト：原日出子
- 歌：渋谷すばる「サヨナラ」

### 第10回：背中に咲く花
- 放送日：1999年6月11日
- ゲスト：山咲千里

### 第11回: 父ちゃんの恋
- 放送日：1999年6月18日
- ゲスト：浅田美代子
- 歌：小原裕貴「青いイナズマ」

### 第12回： 婚約解消
- 放送日：1999年6月25日
- ゲスト：光浦靖子

### 第13回：登校拒否
- 放送日：1999年7月2日
- ゲスト：大石恵
- 歌：ジャニーズJr.「この星で生まれて」

### 第14回：キャッチボール
- 放送日：1999年7月9日
- ゲスト：河相我聞

### 第15回：家族旅行スペシャル前編
※全編バラエティ
- 放送日：1999年7月23日
- 歌：ジャニーズJr.「明日に向かって」

### 第16回：家族旅行スペシャル後編
※全編バラエティ
- 放送日：1999年7月30日

### 第17回：親子豆腐
- 放送日：1999年8月6日
- ゲスト：高橋克実、青田典子

### 第18回：線香花火
- 放送日：1999年8月13日
- ゲスト：斉藤慶子
- 歌：今井翼「ビークル」

### 第19回：呼吸
- 放送日：1999年8月20日

ゲスト：円広志

### 第20回：明日に架ける橋
- 放送日：1999年8月27日
- ゲスト：モト冬樹

### 第21回：夏休み緊急おさらいスペシャル
※総集編
- 放送日：1999年9月3日

### 第22回： 二人の秘密
- 放送日：1999年9月10日
- ゲスト：藤田朋子

### 第23回：兄、弟。
- 放送日：1999年9月17日
- ゲスト：ラッシャー板前
- 歌：今井翼「チャールストンにはまだ早い」

### 第24回：親父
- 放送日：1999年9月24日
- ゲスト：赤井英和
- 歌：「歯が痛い」

### 第25回：独立宣言
- 放送日：1999年10月1日
- ゲスト：田中義剛

### 第26回： 白と黒のウサギ
- 放送日：1999年10月8日
- ゲスト：辺見えみり

### 第27回: 後悔
- 放送日：1999年10月15日
- ゲスト：小堺一機

### 第28回：病院大キライ！
- 放送日：1999年10月22日
- ゲスト：久本雅美

### 第29回：子守歌
- 放送日：1999年10月29日
- ゲスト：森公美子

### 第30回：おとしもの
- 放送日：1999年11月5日
- ゲスト：野々村真
- 歌：「Believe your smile」

### 第31回： 柱の傷
- 放送日：1999年11月12日
- ゲスト：早見優
- 歌：「Hold on I'm coming」

### 第32回：三男、帰る
- 放送日：1999年11月19日
- ゲスト：大竹まこと

### 第33回：初めての誕生日
- 放送日：1999年11月26日
- ゲスト：奥山佳恵

### 第34回：ぼく、カズえもん
- 放送日：1999年12月3日
- ゲスト：えなりかずき

### 第35回：ともだち
- 放送日：1999年12月10日
- ゲスト：桂ざこば
- 歌：「三味線ブギ」

### 第36回: 肩
- 放送日：1999年12月17日
- ゲスト：藤村俊二

### 第37回：イヴの奇跡
- 放送日：1999年12月24日
- ゲスト：雛形あきこ

### 第38回：夢の風
- 放送日：2000年1月7日
- ゲスト：渡辺徹

### 第39回：秘密基地
- 放送日：2000年1月14日
- ゲスト：上原さくら

### 第40回：ラブレター
- 放送日：2000年1月21日
- ゲスト：山田邦子
- 歌：「愛なんだ」「SHAKE」

### 第41回：母ちゃんのお弁当
- 放送日：2000年1月28日
- ゲスト：宮崎美子

### 第42回：総集編（城之内家総集編スペシャル）
- 放送日：2000年2月4日

### 第43回：待ってる
- 放送日：2000年2月11日
- ゲスト：布川敏和

### 第44回：岐路!
- 放送日：2000年2月18日
- ゲスト：佐藤康恵

### 第45回： ～第一章・折れた翼～
- 放送日：2000年2月25日
- ゲスト：熊谷真実
- 歌：関西Jr.メドレー

### 第46回：～第二章・闇～
- 放送日：2000年3月3日
- ゲスト：別所哲也

### 第47回：～第三章・雨～
- 放送日：2000年3月10日
- ゲスト：なぎら健壱

### 第48回：～第四章・転落～
- 放送日：2000年3月17日
- ゲスト：川上麻衣子

### 第49回：～第五章・乾いた血～
- 放送日：2000年3月24日
- ゲスト：加賀まりこ

### 第50回：～最終章・空へ～
- 放送日：2000年3月31日

## 第2部（第51回～第74回）

### 第51回：梟の鈴～前編～
- 放送日：2000年4月8日
- ゲスト：根津甚八

### 第52回：梟の鈴～後編～
- 放送日：2000年4月15日
- ゲスト：松尾貴史

### 第53回：小さな庭
- 放送日：2000年4月22日
- ゲスト：斉藤由貴

### 第54回：ダルマ
- 放送日：2000年4月29日
- ゲスト：小野武彦

### 第55回：もう少し…
- 放送日：2000年5月6日
- ゲスト：濱田マリ

### 第56回：年上の女
- 放送日：2000年5月13日
- ゲスト：喜多嶋舞

### 第57回：過去
※トーク部分からはじまる。
- 放送日：2000年5月20日
- ゲスト：神田正輝

### 第58回：はじまり
- 放送日：2000年5月27日
- ゲスト：奥貫薫

### 第59回：停留所
- 放送日：2000年6月3日
- ゲスト：柳沢慎吾

### 第60回：事件
※この回からトーク→ドラマ→トークという構成となる。
- 放送日：2000年6月10日
- ゲスト：渡辺裕之

### 第61回：父
- 放送日：2000年6月24日
- ゲスト：高橋ひとみ

### 第62回：静寂の部屋
- 放送日：2000年7月1日
- ゲスト：石野真子

### 第63回：拳
- 放送日：2000年7月8日
- ゲスト：尾藤イサオ

### 第64回：化粧
- 放送日：2000年7月15日
- ゲスト：田中美奈子

### 第65回：思い
- 放送日：2000年7月29日
- ゲスト：丹波哲郎

### 第66回：忘れ物
- ゲスト：千堂あきほ
- 放送日：2000年8月5日

### 第67回：三人
- 放送日：2000年8月12日
- ゲスト：森口博子、生田斗真

### 第68回：風の少女
- 放送日：2000年8月19日
- ゲスト：大河内奈々子

### 第69回：追われる
- 放送日：2000年8月26日
- ゲスト：三田寛子

### 第70回：蝉の死
- 放送日：2000年9月2日
- ゲスト：阿藤海

### 第71回：真実
- 放送日：2000年9月9日
- ゲスト：荻島真一

### 第72回：家族
- 放送日：2000年9月16日
- ゲスト：石田靖

### 第73回：爆笑トーク総集編
- 放送日：2000年9月23日

### 第74回：最終回ドラマスペシャル
- 放送日：2000年9月30日

## スタッフ
- 構成：桑原尚志、桝野幸宏
- 脚本：吉井三奈子、小野伸子、桑原尚志、桝野幸宏
- ブレーン：小浦淑美
- フロアーディレクター：倉木義典
- アシスタントディレクター：上野晴弘
- ドラマ演出：北川文彦（ビデオワーク⇒FUNS）、谷村政樹
- ディレクター：清水雄一郎、谷村政樹
- プロデューサー：小田部拓、岡田充
- 企画協力：ジャニーズ事務所
- 制作協力：ABCプランニング
- 制作・著作：ABC

## 主題歌
- 第1部オープニング「明日に向かって」 歌 :ジャニーズJr.

※後に嵐のデビューシングル『A・RA・SHI』のカップリング曲となるがこの当時はジャニーズJr.が歌っていた。